# Vic Dickenson
Pour les articles homonymes, voir Dickenson.
Victor « Vic » Dickenson, né le 6 août 1906 à Xenia  et mort le 16 novembre 1984 à New York, est un musicien de jazz américain spécialiste du trombone.